# Pro Sulmona Calcio 1921
Associazione Sportiva Dilettantistica Sulmona Calcio 1921 là một câu lạc bộ bóng đá Ý, có trụ sở tại Sulmona, Abruzzo.
Câu lạc bộ hiện đã tan rã; điều này diễn ra sau một sự giải thể trước đó vào năm 2008 và những cải cách tiếp theo trong cả năm 2011 và 2015. Câu lạc bộ thi đấu lần cuối vào năm 2015-16, đứng thứ tư trong Promozione Abruzzo, bộ phận thứ bảy của bóng đá Ý.

## Lịch sử

### Thành lập
Câu lạc bộ được thành lập vào năm 1921, lịch sử thể thao của nó được đặc trưng bởi sự di chuyển liên tục giữa các giải vô địch khu vực, giải vô địch nghiệp dư quốc gia và bán chuyên.

### Sự trở lại ở Serie D và sự suy giảm
Trong mùa giải 2013-2014, sau khi giành được Eccellenza Abruzzo, câu lạc bộ đã trở lại Serie D sau 18 năm. Thật không may, câu lạc bộ đã ngay lập tức xuống hạng trở lại Eccellenza Abruzzo sau khi thua trận play-off xuống hạng. Sau một chiến dịch thất bại khác, kết thúc phần dưới cùng của Eccellenza Abruzzo, họ đã bị xuống hạng ở Promozione.

### Promozione và tái lập
Vào mùa hè năm 2015, do những vấn đề liên tục liên quan đến các khoản nợ trong quá khứ và sự quản lý sai lầm trước đó, câu lạc bộ đã sáp nhập với ASD Circle (đăng ký vào Abruzzo Promotion) và Real Sulmona (đội trẻ trong khu vực) sinh ra Pro Sulmona Calcio 1921. Tuy nhiên, câu lạc bộ đã sớm từ bỏ vị trí của mình trong Promozione Abruzzo 2016-17 và được thay thế trực tiếp bởi ASD Sulmonese Ofena; một câu lạc bộ mới sinh ra từ sự hợp nhất giữa Real Ofena và một đội trẻ địa phương từ Sulmona.

## Màu sắc và huy hiệu
Màu của đội là trắng và đỏ.